# Josefina Christina Luisinde Timmer
Josefina "Christina" Luisinde Timmer (Curaçao, 10 juli 1875 - Amsterdam, 22 juni 1952) was een Nederlandse pacifist en socialist.

## Biografie

### Vroege jaren
Christina Timmer werd geboren als het derde kind van Casten Lodewijk Timmer en Wilhelmina Catharina Elisabeth Peiliker. Ze was het eerste kind van het echtpaar dat de kindertijd wist te overleven. Timmers jong overleden moeder stamde uit een militair geslacht. Haar vader diende als militair en gouvernementsambtenaar op Curaçao. Nadat Timmer korte tijd als hulponderwijzeres op de openbare meisjesschool van Curaçao had gewerkt, kwam ze in juni 1894 met haar vader, broer en twee zussen naar Nederland. Het gezin woonde achtereenvolgens in Apeldoorn, Amsterdam, Ooij en ten slotte Den Haag. Timmer was onder de indruk van de pacifistische schrijfster Bertha von Suttner en de roman Hilda van Suylenburg van Cécile de Jong van Beek en Donk. In 1898 trouwde Timmer met magnetiseur François Colson waarna ze zich in Ginneken gingen wonen. Colson stond daar bekend als de 'wonderdokter van Ginneken’. Uit dit huwelijk werd hun zoon Joop Colson geboren. Al na negen jaar strandde het huwelijk en in 1909 hertrouwde ze met Hendrik Koomans, een handelsagent. Door zijn beroep als handelsagent zou het echtpaar vaak verhuizen.

### Politieke activiteiten
Bij het uitbreken van de Eerste Wereldoorlog ontstond er een vredesbeweging in Nederland en ook Timmer zette zich hiervoor in. Ze werd actief bij het landelijk Comité voor Consciëntievrijheid. In 1915 werd de Haagse Vereniging Dienstweigering opgericht en ze werd hier de secretaresse van. De vereniging werd algauw verboden verklaard en de bestuursleden werden vervolgd. Timmer en haar medebestuursleden kregen twee maanden gevangenisstraf, maar zij kocht deze af. Tevens werd ze lid van de Bond van Christen-Socialisten waar ze ook secretaresse werd. In 1917 trad Timmer ook toe tot de Internationale Anti-Militaristische Beweging en werd initiatiefneemster van de Revolutionair Socialistische Vrouwenbond.
Timmer was in 1918 verkiesbaar voor de Tweede Kamer voor BvCS. Dat jaar herdacht ze ook samen met Henriette Roland Holst de Novemberrevolutie, maar de demonstratie werd door de politie uiteengeslagen. Een jaar later scheidde ze van Koomans en vond ze een nieuwe partner in Harm Kolthek met wie ze in 1922 zou trouwen. 
Als bestuurslid van de Haagse IAMV-afdeling deed ze met medebestuurslid en anarchist Anton Constandse mee aan de actie voor vrijlating van de dienstweigeraar Herman Groenendaal. Na de arrestatie van De Ligt werden Timmer, Wichmann en Lodewijk van Mierop in juli 1921 als getuige à decharge opgeroepen. Ze bedacht het plan om tijdens het voorlezen van de troonrede in de Staten Generaal de rede van de koningin te verstoren met de kreet ‘Herman Groenendaal moet vrij’. Zij werd samen met enkele andere vrouwen gearresteerd, maar werd uiteindelijk niet berecht, de andere vrouwen wel. Nadat de BvCS ten onderging zette Timmer zich in voor de partij van haar echtgenoot, de Socialistische Partij, en kwam voor deze partij op de kieslijst. In 1922 verloor haar man zijn zetel waarna beiden van het politieke toneel verdwenen. Timmer scheidde van haar derde echtgenoot in 1925.

### Schrijfster
In haar Ginnekense tijd schreef zen een ingezonden brief tegen het bestraffend slaan van kinderen. Over de rol van de moeder in de opvoeding zou ze als journaliste de rest van haar leven schrijven in het blad De Vrouw. Als secretaresse van de federatie van socialistische vrouwenverenigingen schreef zij in het blad De Voorbode. Nadat ze met Kolthek naar Groningen waren verhuisd schreef Timmer onder het pseudoniem Risoti voor het Nieuwsblad van het Noorden over ouderschap, opvoeding en de rol van vrouwen. Andere onderwerpen betroffen kunstenaars en sociale kwesties. In de Haagsche Courant had ze een interviewrubriek met bekende Nederlanders. Sommige van deze stukken ondertekende zij met Chr. Colson of Chr. Colson-Timmer, mogelijk vanwege de achternaam van haar kinderen. Maar zij toonde ook nog belangstelling voor de wereldvrede. Zo schreef ze over de Volkenbond en de Spaanse burgeroorlog. Ook schreef ze over belevenissen in haar kindertehuis en hield ze lezingen over haar pleegkinderen. 

### Laatste jaren
In de jaren dertig verhuisde Timmer naar Amsterdam waar ze een kindertehuis oprichtte. Tijdens de Tweede Wereldoorlog verborg ze samen met haar zoon Joop joodse kinderen in het tehuis. De Duitsers deden enkele invallen, zonder iemand te vinden. Na de oorlog verhuisde het tehuis naar Kasteel Groeneveld in Baarn en zou tot aan haar dood in 1952 blijven bestaan. Ze werd begraven op De Nieuwe Ooster. Het kindertehuis werd gesloten, waarna zoon Joop Colson kasteel Groeneveld gebruikte als woning en werkruimte voor kunstenaars als Cees Nooteboom, Simon Vinkenoog en Karel Appel. 